# Poul Pedersen (Fußballspieler)
Poul Pedersen (* 31. Oktober 1932 in Aarhus; † 23. Dezember 2016) war ein dänischer Fußballspieler.

## Karriere

### Verein
Aus der Jugend des Arbejdernes Idrætsklub Aarhus Tranbjerg hervorgegangen, rückte Pedersen zur Saison 1950/51 in die Erste Mannschaft auf. Seine ersten drei Spielzeiten im Seniorenbereich bestritt er in der 3., die folgenden zwei in der 2. Division. Am Ende der Zweitligasaison 1954/55 stieg er mit seiner Mannschaft in die 1. Division auf, der er von 1955 bis 1958 mit seiner Mannschaft angehören sollte, wie der 2. Division anschließend bis zum Ende seiner Spielerkarriere 1964.

### Nationalmannschaft
Pedersen debütierte als Nationalspieler am 22. Juni 1952 für die U21-Nationalmannschaft, die in Esbjerg mit 3:2 gegen die U21-Nationalmannschaft Schwedens gewann.
Für die B-Nationalmannschaft bestritt er vom 5. Oktober 1952 bis zum 31. Oktober 1954 fünf Länderspiele, in denen er drei Tore erzielte. Bei seinem Debüt beim 2:0-Sieg über die B-Nationalmannschaft Finnlands in Randers erzielte er sein erstes Tor mit dem Treffer zum 1:0 in der 14. Minute.
Für die A-Nationalmannschaft bestritt er in einem Zeitraum von zehn Jahren 50 Länderspiele, in denen er 17 Tore erzielte. Bei seinen vier Turnierteilnahmen um die Nordische Meisterschaft kam er vom 21. Juni 1953 (A-Länderspieldebüt; 1:3 gegen die Nationalmannschaft Schwedens) bis zum 6. September 1964 in 19 Länderspielen (6 Tore) zum Einsatz wie auch in ebenso vielen vom 19. September 1954 bis zum 20. September 1961 in Freundschaftsspielen, in denen er acht Tore erzielte.
Mit der Mannschaft nahm er auch am olympischen Fußballturnier 1960 in Rom teil. Er bestritt alle Spiele der Gruppe C, aus der er mit seiner Mannschaft als Sieger hervorgegangen war, sowie das mit 2:0 gewonnene Halbfinale gegen die Nationalmannschaft Ungarns. Das am 10. September im Olympiastadion Rom ausgetragene Finale wurde mit 1:3 gegen die Nationalmannschaft Jugoslawiens verloren.

## Erfolge
- Olympische Silbermedaille 1960
- Zweiter Nordische Meisterschaft 1963, 1967
- Meister der 2. Division 1955 und Aufstieg in die 1. Division

## Sonstiges
Mit seinem letzten Länderspiel am 6. September 1964, bei der 1:2-Niederlage gegen die Nationalmannschaft Finnlands im Olympiastadion Helsinki, war er der erste dänische Nationalspieler, der die Anzahl von 50 erreichte.